# Aspropaxillus
Aspropaxillus Kühner & Maire (gładkokrowiak) – rodzaj saprotroficznych grzybów z rodziny gąskowatych (Tricholomataceae).

## Systematyka i nazewnictwo
Pozycja w klasyfikacji według Index Fungorum: Tricholomataceae, Agaricales, Agaricomycetidae, Agaricomycetes, Agaricomycotina, Basidiomycota, Fungi.
Takson ten utworzyli Robert Kühner i René Charles Maire w 1934 r.
Komisja ds. Polskiego Nazewnictwa Grzybów Polskiego Towarzystwa Mykologicznego zarekomendowała używanie nazwy gładkokrowiak w 2025 r.
Gatunki
- Aspropaxillus candidus (Bres.) M.M. Moser 1953
- Aspropaxillus giganteus (Sowerby) Kühner & Maire 1934 – tzw. gładkokrowiak okazały
- Aspropaxillus jageshwariensis (Dhanch., J.C. Bhatt & S.K. Pant) Vizzini 2012
- Aspropaxillus lepistoides (Maire) Kühner & Maire 1934
- Aspropaxillus sainii (Singer) Vizzini 2012
- Aspropaxillus septentrionalis (Singer & A.H. Sm.) Vizzini 2012

Wykaz gatunków i nazwy naukowe na podstawie Index Fungorum. Polska nazwa według Komisji ds. Polskiego Nazewnictwa Grzybów.